# جاي نيومان
جاي نيومان هو فيلسوف كندي، ولد في 28 فبراير 1948 في بروكلين في الولايات المتحدة، وتوفي في 17 يونيو 2007 في جيلف في كندا بسبب سرطان.